# John Whitmore
Sir John Henry Douglas Whitmore (Grays, Essex, 16 oktober 1937 - Stroke, 28 april 2017) was een Britse pionier van de executive coaching-industrie, auteur en autocoureur.

## Biografie

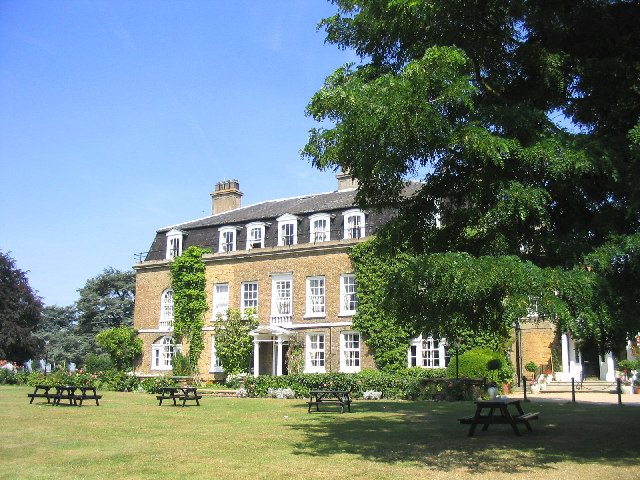
Orsett Hall in 2005

### Jonge jaren en persoonlijk leven
John Whitmore werd geboren op 16 oktober 1937 als zoon van Sir Francis Whitmore en Ellis Johnsen. Hij volgde zijn opleiding aan het Eton College, de Royal Military Academy Sandhurst en het Cirencester Agricultural College. Hij erfde The Orsett Estate Company in Orsett, Essex, in 1962, na de dood van zijn vader. De erfenis omvatte de familiezetel van Orsett Hall, het terrein waar hij zijn vliegtuig gebruikte. In 1968 verkocht hij het huis aan zijn vrienden, Tony en Val Morgan. Hij trouwde twee keer, eerst met Ella Gunilla Hansson, van wie hij in 1969 scheidde, en later met Diana Becchetti. Uit elk huwelijk had hij een kind. Hij stierf op 28 april 2017 op 79-jarige leeftijd.

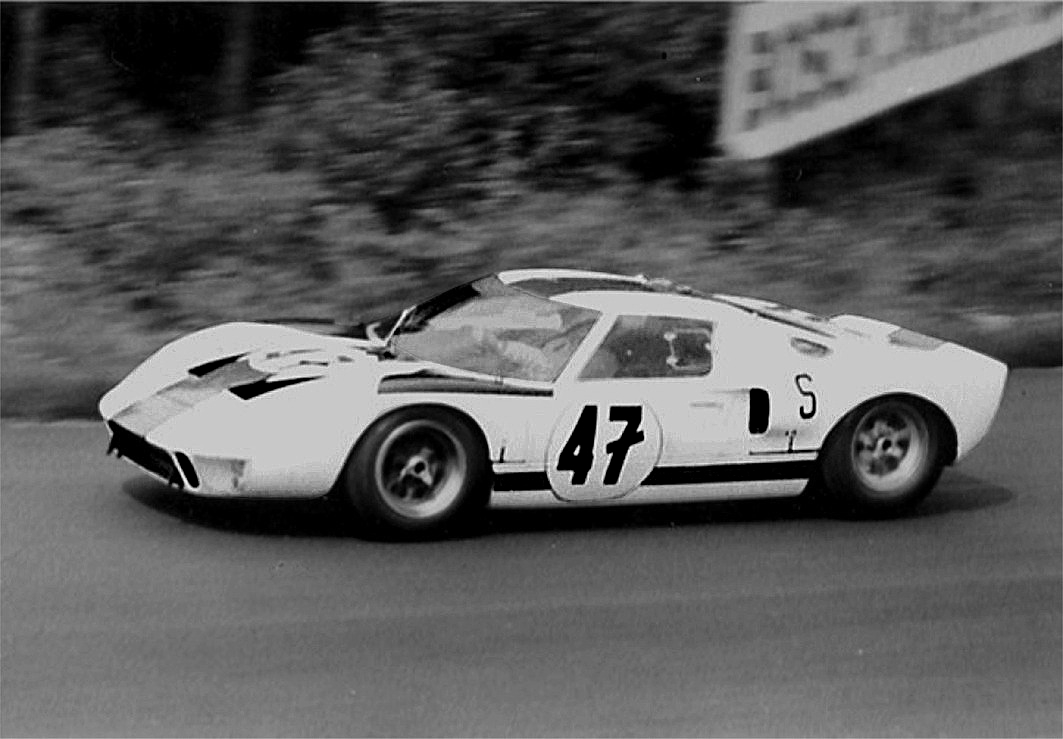
Whitmore in een Ford GT40 tijdens de 1000 km van de Nürburgring in 1966

### Vroege carrière (in autosport)
In het eerste jaar van Whitmore in de autosport, 1961, won hij het British Saloon Car Championship van 1961 in zijn BMC Mini Minor. In 1963 reed hij opnieuw in de BSCC en werd hij tweede in het kampioenschap in een Mini Cooper, met slechts twee punten achterstand op de eerste BSCC-kampioen Jack Sears. In 1965 won hij het European Touring Car Championship in een Lotus Cortina (KPU392C). Hij won door als eerste te eindigen in zijn klasse in 8 van de 9 ETCC-races van 1965 (en als eerste te eindigen in 6 van de races).
Whitmore reed tussen 1959 en 1966 vijf keer in de 24 uur van Le Mans. In het eerste jaar eindigde hij als tweede in de klasse samen met Jim Clark in een Lotus Elite. In 1965 en 1966 reed hij in een fabrieks-Ford GT40, maar hij moest beide jaren voortijdig de race verlaten vanwege mechanische problemen. Eind 1966 stopte hij met racen. Later in zijn leven keerde hij terug naar de autosport om mee te doen aan historische auto-evenementen zoals de Goodwood Revival.

### Latere carrière (in het bedrijfsleven en coaching)

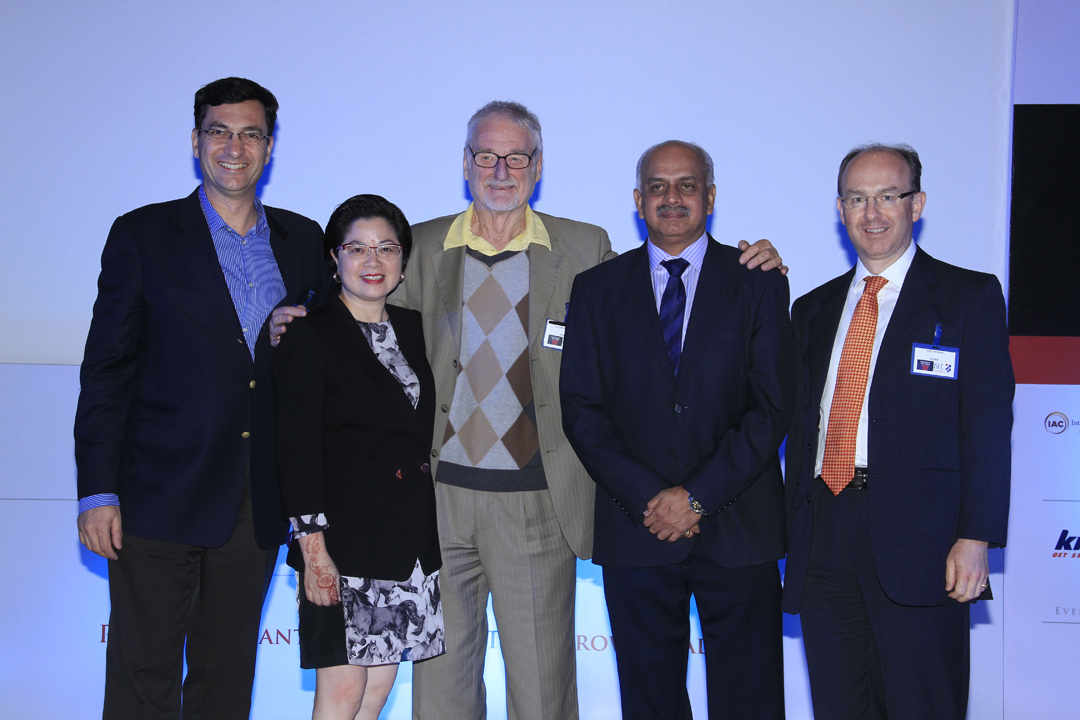
Sir John Whitmore ontvangt een Lifetime Achievement Award van de International Association of Coaching

Nadat hij het racen en de wereld van de autosport had verlaten, raakte hij geïnteresseerd in transpersoonlijke psychologie en de nadruk daarvan op het principe van wil, intentie of verantwoordelijkheid. Vervolgens paste hij zijn kennis en vaardigheden eerst toe op de sportwereld en daarna op het bedrijfsleven. In 1970 studeerde hij aan het Esalen Institute in Slates Hot Springs, Californië, met mensen als William Schutz (maker van teamontwikkelingsmodel FIRO-B), en trainde vervolgens met Harvard-pedagoog en tennisexpert Timothy Gallwey, die de 'Inner Game' creëerde van de methodiek van prestatiecoaching.
Whitmore richtte in 1979 de Inner Game op in Groot-Brittannië met een klein team van Inner Game-coaches, opgeleid door Gallwey. Aanvankelijk coachten ze tennissers en golfers, maar al snel beseften ze de waarde voor leiders en managers van organisaties. Op dat moment bedacht Whitmore de term 'performance coaching'. Dit was de geboorte van de moderne coachingbeweging zoals we die nu kennen.
In het begin van de jaren tachtig richtte hij samen met partners Performance Consultants op, de toonaangevende wereldwijde leverancier van coaching, leiderschapsontwikkeling en prestatieverbetering. Whitmore en zijn collega's besteedden een groot deel van de jaren tachtig aan het ontwikkelen van de methodologie, concepten en technieken voor prestatieverbetering in organisaties en toonden aan dat het mogelijk was om de prestaties te verbeteren, het leren en plezier te vergroten en een gevoel van doel in het werk te vinden.
Whitmore wordt gezien als de pionier op het gebied van business coaching. Samen met Tim Gallwey, Laura Whitworth en Thomas J. Leonard, wordt hij gecrediteerd met de lancering van moderne coaching in de jaren 70. Voor sommige mensen zal Sir John altijd het best bekend staan als de mede-schepper van het GROW-model, een van de meest gevestigde en succesvolle coachingmodellen. Hij presenteerde op tal van conferenties over de hele wereld en droeg bij aan vele andere boeken zoals Challenging Coaching en Coaching at Work.
In de jaren negentig was Whitmore mede-oprichter, samen met Eric Parsloe, David Clutterbuck, David Megginson en Julie Hay, van de European Mentoring and Coaching Council (EMCC).
Hij was ook betrokken bij de Professional and Personal Coaches Association (PPCA), een organisatie die in 1998 fuseerde met de International Coach Federation (ICF). Hij diende als 'Trustee' voor de ICF Foundation tot aan zijn overlijden in 2017.

## Prijzen

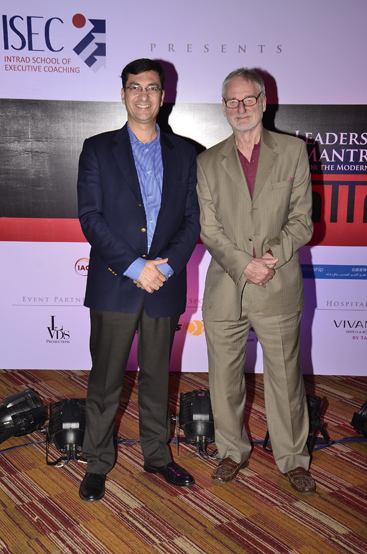
Sir John Whitmore met coach en auteur Nigel Cumberland

Whitmore ontving een aantal onderscheidingen buiten zijn carrière in de autosport, waaronder:
- Een Lifetime Achievement Award van de International Association of Coaching (IAC) in 2013, aan hem uitgereikt door de IAC-president, Krishna Kumar.
- In 2007 ontving Whitmore de President's Award van de International Coach Federation voor het bevorderen van het beroep van coachen.

## Verschijningen in de media
Whitmore is talloze keren geïnterviewd. Enkele voorbeelden zijn:
- Door het tijdschrift Coaching at Work[21]
- Bij de Europese Commissie[22]
- In Coaching Magazine[23]
- In een tijdschrift getiteld Coaching: An International Journal of Theory, Research and Practice[24]

## Carrière-overzicht

### British Saloon Car Championship-resultaten
| Jaar | Team             | Auto                 | Klasse | 1     | 2       | 3     | 4     | 5     | 6     | 7       | 8     | 9     | 10  | 11    | DC | Pts | Klasse |
| ---- | ---------------- | -------------------- | ------ | ----- | ------- | ----- | ----- | ----- | ----- | ------- | ----- | ----- | --- | ----- | -- | --- | ------ |
| 1961 | Don Moore        | Austin Mini Seven    | A      | SNE   | GOO 1   | AIN 1 | SIL 2 | CRY 3 | SIL 2 | BRH DNF | OUL 1 | SNE 1 |     |       | 1  | 63  | 1      |
| 1962 | -                | Austin Mini Cooper   | A      | SNE 2 | GOO DNF | AIN 2 | SIL 2 | CRY 2 | AIN 3 | BRH     | OUL   |       |     |       | 8  | 29  | 2      |
| 1963 | Cooper Car Co.   | Austin Mini Cooper S | A      | SNE 4 | OUL 1   | GOO 1 | AIN 1 | SIL 1 | CRY 1 | SIL 1   | BRH 1 | BRH 1 | OUL | SIL 1 | 2  | 69  | 1      |
| 1964 | Team Lotus       | Lotus Cortina        | B      | SNE   | GOO     | OUL 2 | AIN   | SIL   | CRY   | BRH     | OUL   |       |     |       | NC | 6   | NC     |
| 1965 | Team Lotus       | Lotus Cortina        | C      | BRH   | OUL DNF | SNE   | GOO   | SIL   | CRY   | BRH     | OUL   |       |     |       | NC | 0   | NC     |
| 1966 | Alan Mann Racing | Ford Falcon Sprint   | C      | SNE   | GOO     | SIL 1 | CRY   | BRH 1 | BRH   | OUL     | BRH   |       |     |       | NC | 8   | NC     |